# Skała Chopina

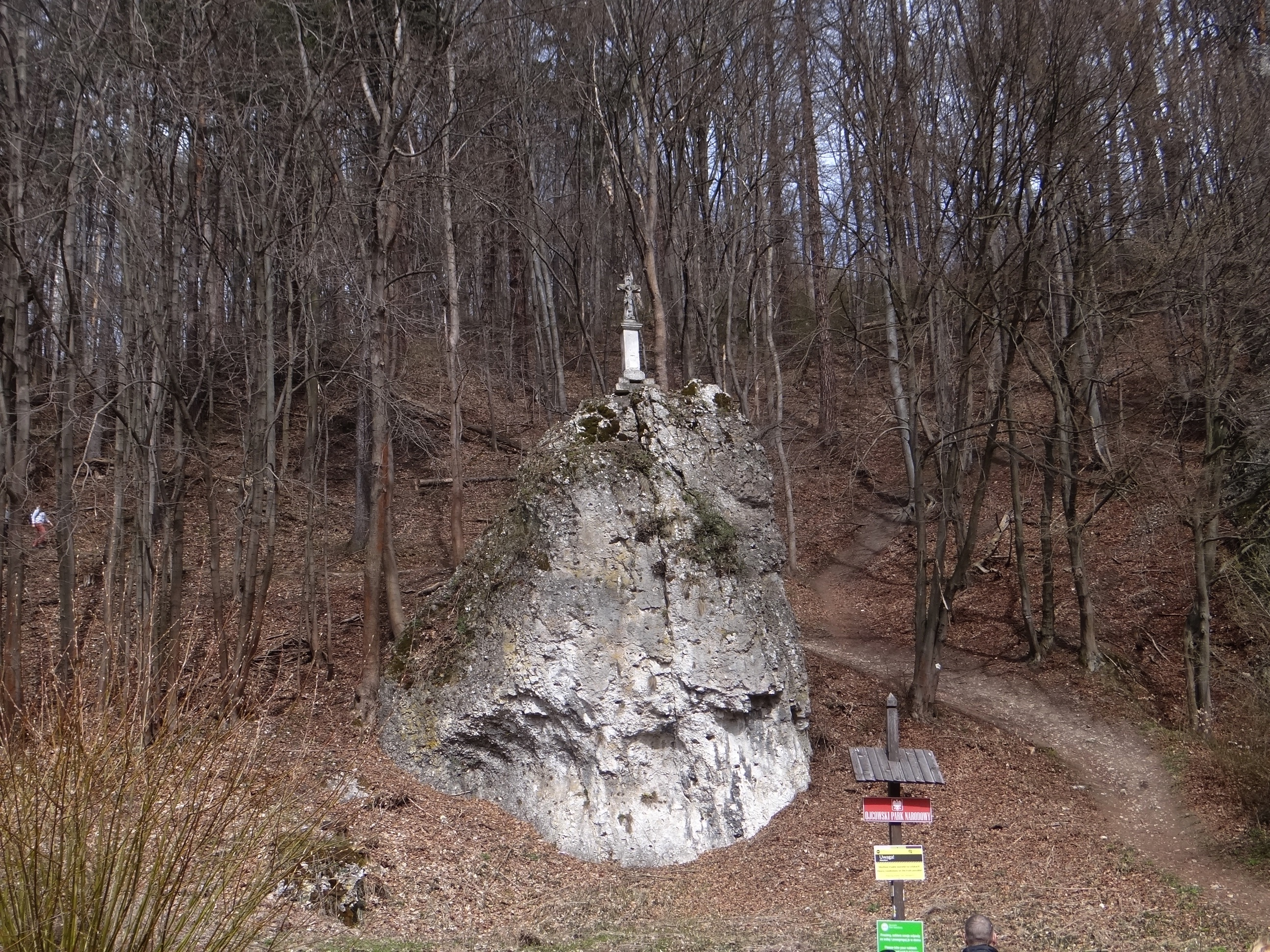
Skała Chopina

Skała Chopina – niewielka skała po wschodniej stronie Maczugi Herkulesa w Ojcowskim Parku Narodowym. Są tutaj 3 skały; w kolejności od Maczugi Herkulesa na wschód są to: Skała Mickiewicza, Skała Chopina i Napoleon. Znajdują się u podnóża orograficznie lewego zbocza dolina Prądnika i pod tymi skałami przebiega ścieżka spacerowa z Zamku w Pieskowej Skale.
Skała Chopina zbudowana jest z późnojurajskich wapieni. Nadano jej nazwę dla uczczenia Fryderyka Chopina. Na jej szczycie znajduje się kamienny krzyż z ukrzyżowanym Jezusem Chrystusem.

## Szlaki turystyki pieszej
– żółty z Pieskowej Skały obok Maczugi Herkulesa, przez Sąspów, Dolinę Sąspowską i Dolinę Prądnika do Ojcowa